# Igor Cigolla
Gregorio Igor Cigolla (ur. 17 sierpnia 1963 w Cavalese) – włoski narciarz alpejski. Zajął 31. miejsce w zjeździe igrzyskach w Calgary w 1988 r. Nie startował na mistrzostwach świata. Najlepsze wyniki w Pucharze Świata osiągnął w sezonie 1986/1987, kiedy to zajął 50. miejsce w klasyfikacji generalnej.

## Sukcesy

### Puchar Świata

#### Miejsca w klasyfikacji generalnej
- 1985/1986 – 63.
- 1986/1987 – 50.
- 1987/1988 – 62.

#### Miejsca na podium
1. Leukerbad – 24 stycznia 1988 (zjazd) – 3. miejsce